# Sân bay Samui
Sân bay Samui (airport codes|USM|VTSM), cũng gọi là Sân bay Ko Samui hoặc Koh Samui Airport, là một sân bay tư nhân trên đảo Ko Samui (Koh Samui) ở Thái Lan. Sân bay cách làng Chaweng 2 km về phía Bắc.
Sân bay Samui là một sân bay dị thường vì không có khu vực trong nhà, ngoại trừ cửa hàng lưu niệm. Sân bay có 2 nhà ga quốc tế và quốc nội. Sân bay gần Big Buddha Pier nơi có phà đi Ko Pha Ngan. Phà cao tốc đi Koh Tao và Chumphon xuất phát từ bến tàu bãi biển Maenam.

## Các hãng hành không và tuyến điểm
- Bangkok Airways (Bangkok, Hong Kong, Krabi, Pattaya, Phuket, Singapore)
- Berjaya Air (Kuala Lumpur-Sultan Abdul Aziz Shah)
- Scoot (Singapore)

## Thống kê (2005)
- Số lượt chuyến - 15.818 chuyến bay
- Lượng khách đi - 621.313
- Lượng khách đến - 584.023